# ريغي ويذرسبون
ريغي ويذرسبون (بالإنجليزية: Reggie Witherspoon)‏ هو عداء سريع أمريكي، ولد في 31 مايو 1985 في باسادينا في الولايات المتحدة.

## وصلات خارجية
- ريغي ويذرسبون على موقع الاتحاد الدولي لألعاب القوى (الإنجليزية)
- ريغي ويذرسبون على موقع اللجنة الأولمبية الدولية (الإنجليزية)
- ريغي ويذرسبون على موقع أوليمبيديا (الإنجليزية)